# Marshiella bobella
Marshiella bobella är en stekelart som beskrevs av Shaw 2000. Marshiella bobella ingår i släktet Marshiella och familjen bracksteklar. Inga underarter finns listade i Catalogue of Life.